# Lucas Pouille
Lucas Pouille (Grande-Synthe, 1994. február 23. –) francia hivatásos teniszező. Karrierje során 5 ATP tornán diadalmaskodott. Legnagyobb sikere a 2019-es Australian Openen játszott elődöntője volt, ahol Novak Đokovićtól szenvedett vereséget.

## ATP-döntői

### Egyéni

#### Győzelmei (5)
| Összesítés                                            | Összesítés |
| ----------------------------------------------------- | ---------- |
| Grand Slam-torna                                      | (0)        |
| ATP World Tour Masters 1000 / ATP Masters Series      | (0)        |
| ATP World Tour 500 Series / International Series Gold | (1)        |
| ATP World Tour 250 Series / International Series      | (4)        |
| ATP World Tour Finals / Tennis Masters Cup            | (0)        |

|   | Dátum                | Torna                            | Borítás    | Ellenfél a döntőben | Eredmény a döntőben |
| 1 | 2016. szeptember 25. | Moselle Open, Metz               | Kemény (f) | Dominic Thiem       | 7-6(5), 6-2         |
| 2 | 2017. április 30.    | Gazprom Hungarian Open, Budapest | Salak      | Aljaz Bedene        | 6-3, 6-1            |
| 3 | 2017. június 18.     | Mercedes Cup, Stuttgart          | Fű         | Feliciano López     | 4-6, 7-6(5), 6-4    |
| 4 | 2017. október 29.    | Erste Bank Open, Bécs            | Kemény (f) | Jo-Wilfried Tsonga  | 6-1, 6-4            |
| 5 | 2018. február 11.    | Open Sud de France, Montpellier  | Kemény (f) | Richard Gasquet     | 7-6(2), 6-4         |

#### Elvesztett döntői (4)
|   | Dátum             | Torna                                       | Borítás    | Ellenfél a döntőben   | Eredmény a döntőben |
| 1 | 2016. április 24. | BRD Năstase Țiriac Trophy, Bukarest         | Salak      | Fernando Verdasco     | 3-6, 2-6            |
| 2 | 2017. február 26. | Open 13, Marseille                          | Kemény (f) | Jo-Wilfried Tsonga    | 4-6, 4-6            |
| 3 | 2018. február 25. | Open 13 Provence, Marseille                 | Kemény (f) | Karen Hacsanov        | 5-7, 6-3, 5-7       |
| 4 | 2018. március 4.  | Dubai Duty Free Tennis Championships, Dubaj | Kemény     | Roberto Bautista Agut | 3-6, 4-6            |

## Eredményei Grand Slam-tornákon
| Grand Slam | Australian Open | Australian Open  | Roland Garros | Roland Garros        | Wimbledon     | Wimbledon       | US Open       | US Open            |
| Év         | Eredmény        | Utolsó ellenfél  | Eredmény      | Utolsó ellenfél      | Eredmény      | Utolsó ellenfél | Eredmény      | Utolsó ellenfél    |
| 2013       | Selejtező (2)   | Selejtező (2)    | 2.kör         | Grigor Dimitrov      | -             | -               | Selejtező (2) | Selejtező (2)      |
| 2014       | 1.kör           | Dušan Lajović    | 1.kör         | Juan Mónaco          | Selejtező (1) | Selejtező (1)   | -             | -                  |
| 2015       | 1.kör           | Gaël Monfils     | 1.kör         | Gilles Simon         | 1.kör         | Kevin Anderson  | 1.kör         | Jevgenyij Donszkoj |
| 2016       | 1.kör           | Miloš Raonić     | 2.kör         | Andrej Martin        | 1/4 döntő     | Tomáš Berdych   | 1/4 döntő     | Gaël Monfils       |
| 2017       | 1.kör           | Alexander Bublik | 3.kör         | Albert Ramos-Viñolas | 2.kör         | Jerzy Janowicz  | 4.kör         | Diego Schwartzman  |
| 2018       | 1.kör           | Ruben Bemelmans  | 3.kör         | Karen Hacsanov       | 2.kör         | Dennis Novak    | 3.kör         | João Sousa         |
| 2019       | Elődöntő        | Novak Đoković    |               |                      |               |                 |               |                    |

## Év végi világranglista-helyezései
| Év       | 2012 | 2013 | 2014 | 2015 | 2016 | 2017 | 2018 |
| Helyezés | 431  | 204  | 133  | 78   | 15   | 18   | 32   |

## Győzelmei top 10-es játékos ellen évenként
| Szezon    | 2016 |
| Győzelmek | 5    |

### Győzelmei top 10-es játékos ellen részletesen
|      | Ellenfél        | Ranglista | Torna                        | Borítás    | Forduló | Eredmény                   |
| 2016 |                 |           |                              |            |         |                            |
| 1.   | David Ferrer    | 8         | Miami Open presented by Itau | Kemény     | 3. kör  | 6–7(1), 7–6(4), 7–5        |
| 2.   | Richard Gasquet | 10        | Monte Carlo Masters          | Salak      | 2. kör  | 4–6, 7–5, 6–1              |
| 3.   | David Ferrer    | 9         | Internazionali BNL d'Italia  | Salak      | 3. kör  | 6–4, 6–1                   |
| 4.   | Rafael Nadal    | 5         | US Open                      | Kemény     | 4. kör  | 6–1, 2–6, 6–4, 3–6, 7–6(6) |
| 5.   | Dominic Thiem   | 10        | Moselle Open                 | Kemény (f) | Döntő   | 7–6(5), 6–2                |